# Malva arborea
Malva arborea (synoniemen: Lavatera arborea en Malva eriocalyx), is een kaasjeskruid dat van nature voorkomt langs de kusten van westelijk Europa en het Middellandse Zeegebied, van het zuiden van de Britse eilanden tot Algerije, Libië en Griekenland. In de Benelux is de soort niet inheems maar wordt soms wel adventief aangetroffen. In tuinen wordt de soort wel toegepast onder de Nederlandse naam boommalva.
Het is een struikachtige eenjarige, tweejarige of vaste plant die een hoogte kan bereiken van 0,5–2 m (zelden 3 m). De bladeren zijn rond, met een diameter van 8–18 cm, handvormig gelobd met vijf tot negen lobben en een grof getande rand. De bloemen hebben een diameter van 3–4 cm, zijn donkerroze tot paars en groeien in clusters van twee tot zeven. De plant groeit voornamelijk op aan de zee blootgestelde locaties, vaak op kleine eilandjes en zelden op enige afstand landinwaarts.

## Ecologie
Malva arborea kan door klieren op zijn bladeren zout uitscheiden. Hierdoor is de plant in zijn natuurlijke habitat tolerant voor brak tot zout zeewater. Deze zouttolerantie kan een concurrentievoordeel zijn ten opzichte van inlandse plantensoorten in kustgebieden. Aangenomen wordt dat de mate van zouttolerantie sterker is op gronden met een hoog fosfaatgehalte.
Zaden van Malva arborea kunnen drijvend of middels zeevogels worden verspreid tussen van elkaar gescheiden kustgebieden. Dankzij de ondoordringbare behuizing van het zaad kunnen zij jarenlang levensvatbaar blijven, zelfs na langdurige onderdompeling in zout water.
De toegenomen verspreiding van Malva arborea over de Schotse eilanden heeft bezorgdheid doen rijzen dat de soort de inheemse vegetatie verdringt, en de populaties van de papegaaiduiker (Fratercula arctica) in getroffen gebieden vermindert. De plant vormt een dichte begroeiing langs de eilandkusten die de broedmogelijkheden beperkt en ertoe leidt dat de papegaaiduikers hun holen verlaten. Aan de andere kant kan een gericht beheer van Malva arborea (zowel aanplant als dunning) nestplaatsen van de bedreigde Dougalls stern (Sterna dougallii) juist beschermen. Deze soort vraagt meer dekking dan de visdief (Sterna hirundo) om predatie te voorkomen.
Men vermoedt dat de verspreiding van Malva arborea over Australische eilanden in de afgelopen decennia heeft geleid tot een vermindering van de biodiversiteit en de bodemstabiliteit, en een verkleining van de habitat van zeevogels. Volgens één onderzoek worden de grote kuifstern (Thalasseus bergii) en de reuzenstern (Hydroprogne caspia), die beide onder de open hemel nestelen, verdreven door de dichte begroeiing van de plant. De dwergpinguïn (Eudyptula minor) en de brilstern (Onychoprion anaethetus) worden bedreigd door het ontbreken van ondergroei onder de plant.
In Nieuw-Zeeland heeft Malva arborea zich gevestigd op verschillende door zeevogels bewoonde eilanden waar de soort wordt beschouwd als een serieuze ecologische bedreiging, wat heeft geleid tot uitroeiingsprogramma's, zoals op North Brother Island in Straat Cook.

## Gebruik
De bladeren van Malva arborea worden in de kruidengeneeskunde gebruikt om verstuikingen te behandelen, door ze in heet water te laten weken en de kompres op het getroffen gebied aan te brengen. Het verhaal gaat dat beheerders van vuurtorens de plant naar sommige Britse eilanden hebben gebracht voor gebruik als kompres en om brandwonden te behandelen, een beroepsrisico. Ook zou het als alternatief voor toiletpapier worden gebruikt.
De zaden zijn eetbaar en staan in Jersey bekend als "petit pains" of "kleine broden". Malva arborea werd in de 19e eeuw in Groot-Brittannië als voedzaam diervoeder beschouwd en wordt in Europa hier nog steeds voor gebruikt. Voor menselijke consumptie beschrijven sommige bronnen de bladeren van deze kaasjeskruid als eetbaar, hoewel niet zo smakelijk als klein kaasjeskruid, tenzij heel dun gesneden, vanwege het zeer veloursachtige harige mondgevoel.

## Afbeeldingen

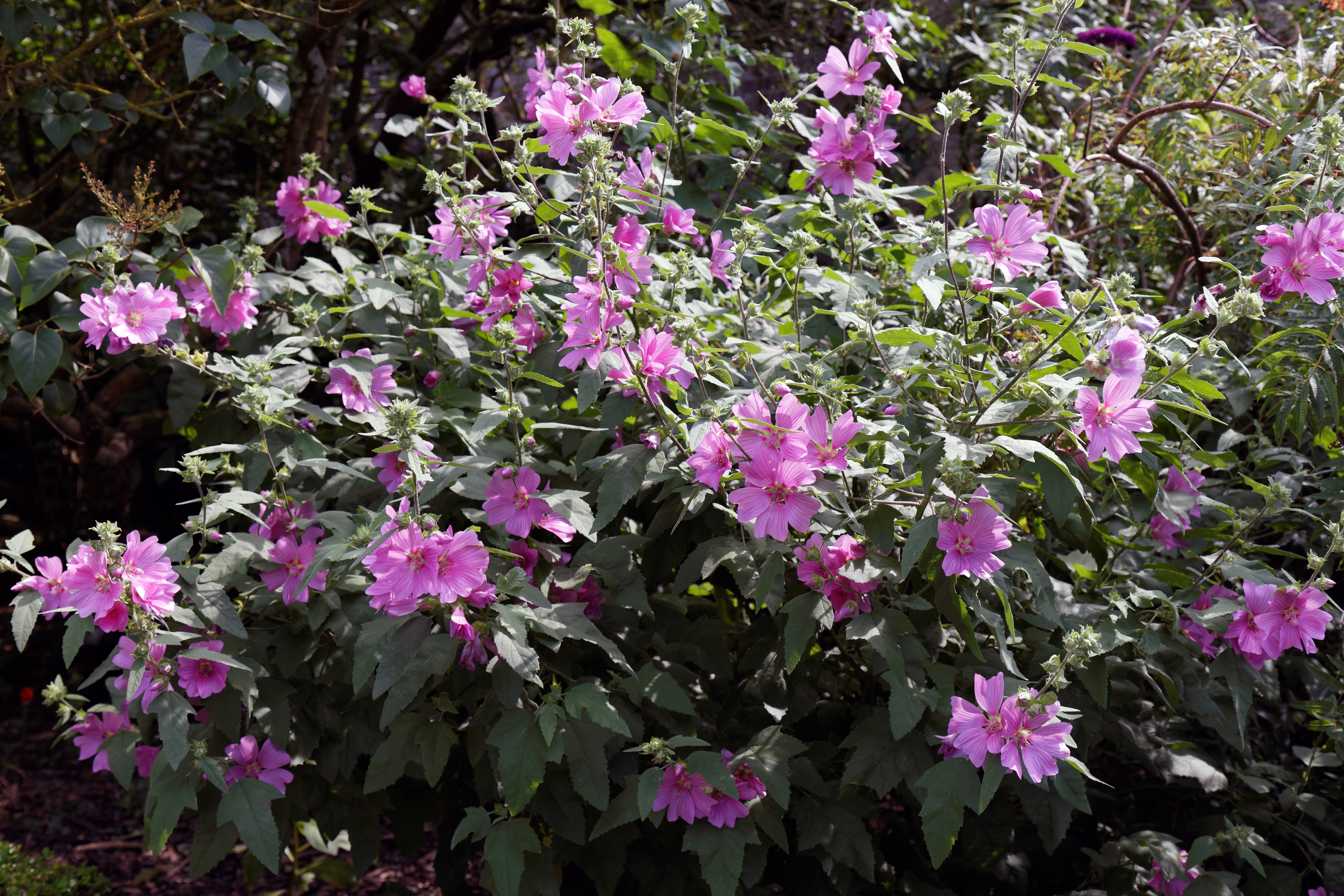
Malva arborea
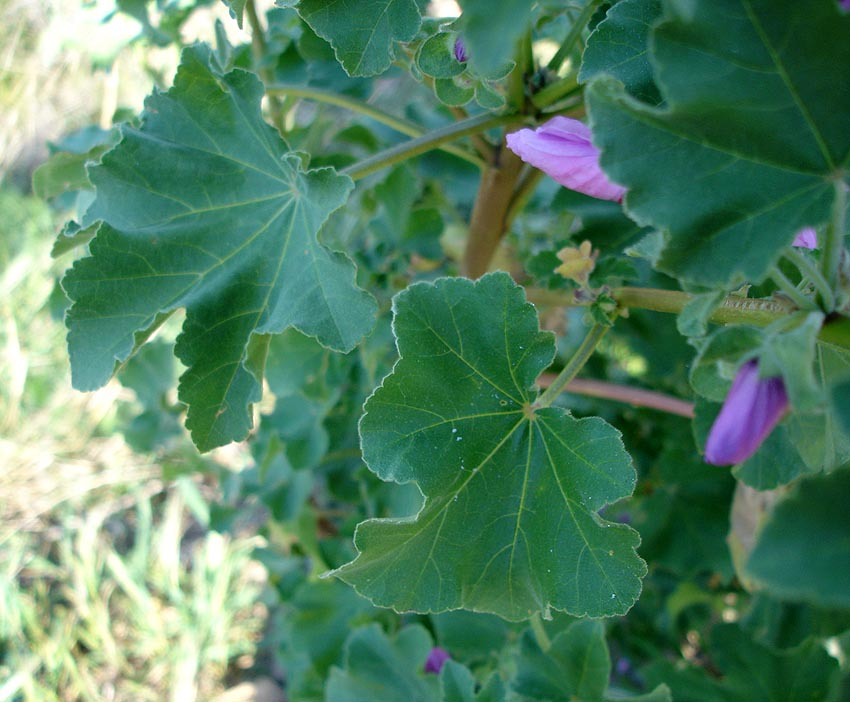
Malva arborea (blad)
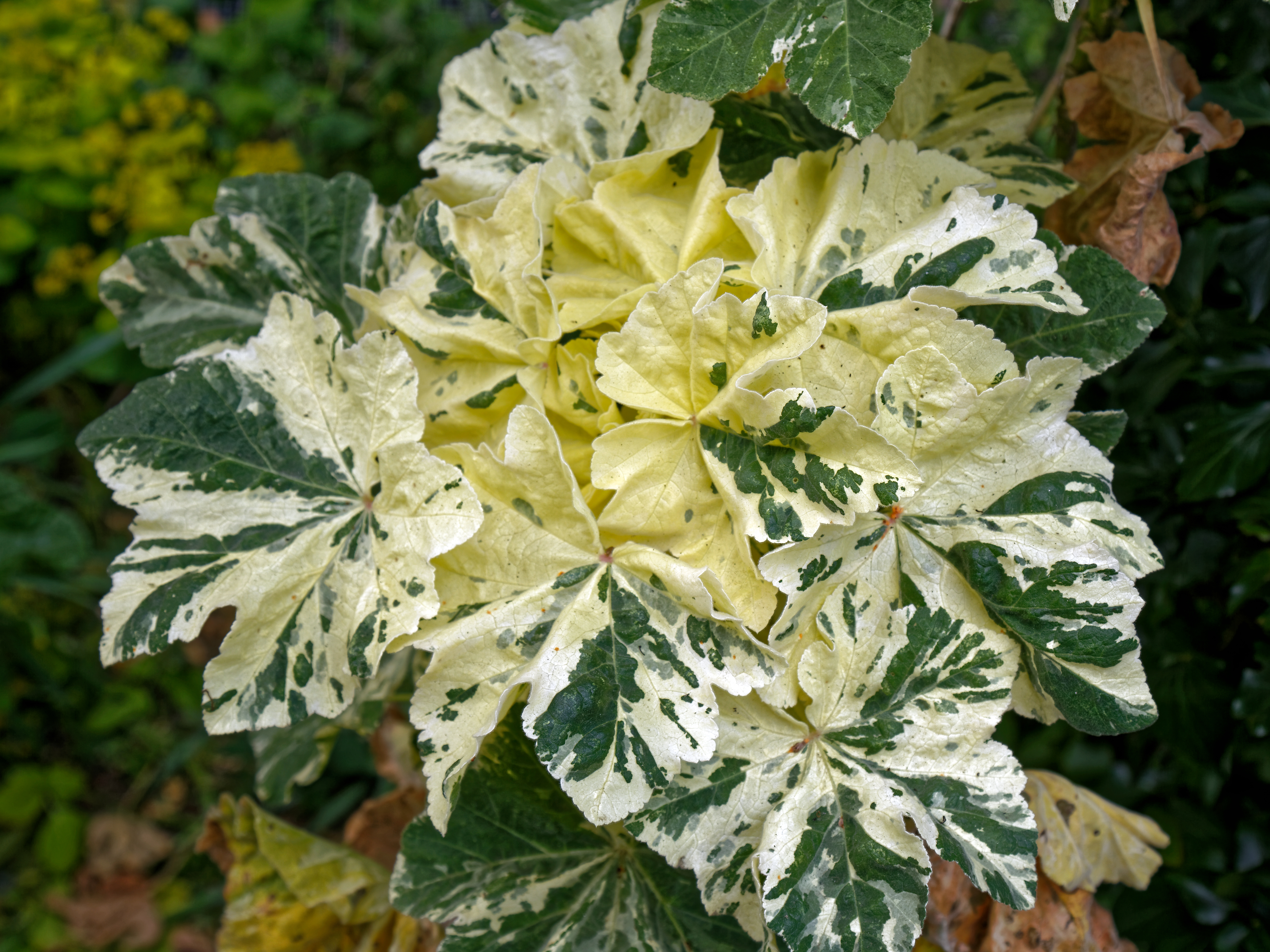
Lavatera arborea 'Variegata'
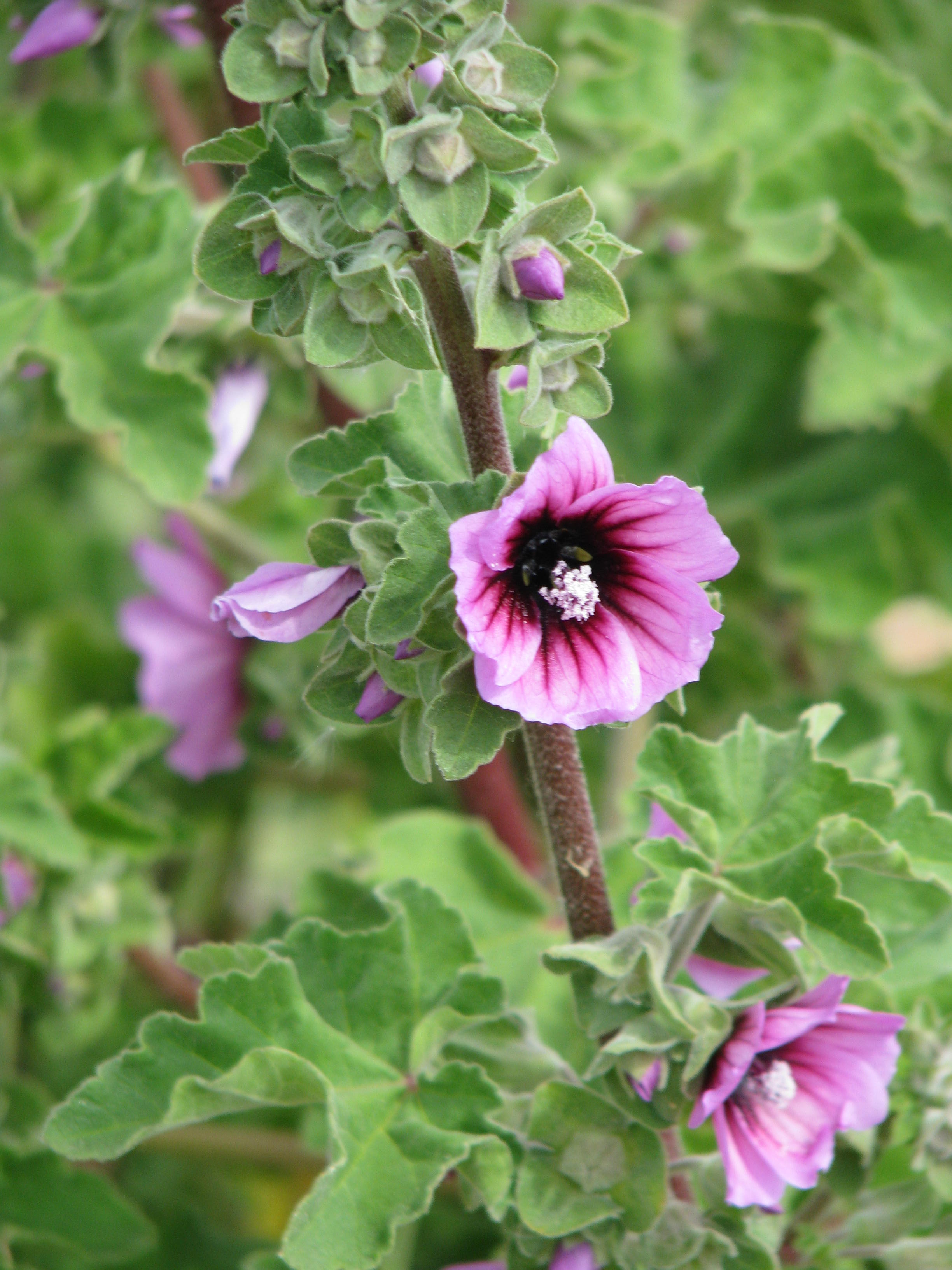
Malva arborea

... · 
M. alcea (vijfdelig kaasjeskruid) · 
M. moschata (muskuskaasjeskruid) · 
M. neglecta (klein kaasjeskruid) · 
M. pusilla (rond kaasjeskruid) · 
M. sylvestris (groot kaasjeskruid) · 
...